# Rosi Mittermaier
Rosa Katharina "Rosi" Mittermaier, född 5 augusti 1950 i München, Bayern, död 4 januari 2023 i Garmisch-Partenkirchen, Bayern, var en tysk alpin skidåkerska som tävlade för Västtyskland. Hon vann totala världscupen 1976 samt tog två olympiska guld 1976.